# Killingeholm
Killingeholm is een plaats en schiereiland in de gemeente Mönsterås in het landschap Småland en de provincie Kalmar län in Zweden. De plaats heeft 104 inwoners (2005) en een oppervlakte van 18 hectare.
Eigenlijk is Killingeholm geen dorp of nederzetting, het is ontstaan als recreatiegebied met vakantiehuizen. Vanwege de ligging aan zee hebben veel mensen gekozen voor Killingeholm als vaste woonplek. Het kan net zo goed gezien worden als buitenwijk van Mönsterås.